# Grallaire grand-beffroi
Espèce
Statut de conservation UICN

 LC  : Préoccupation mineure
La Grallaire grand-beffroi (Myrmothera campanisona) est une espèce d'oiseaux de la famille des Grallariidae.

## Description
L'adulte mesure environ 15 cm pour un poids d'environ 30 g.
L'espèce est décrite par le zoologiste français Jean Hermann en 1783. Le premier spécimen classé fut découvert par celui-ci en Guyane française.

## Répartition et habitat
Son aire s'étend à travers l'Amazonie et le plateau des Guyanes.

## Liste des sous-espèces

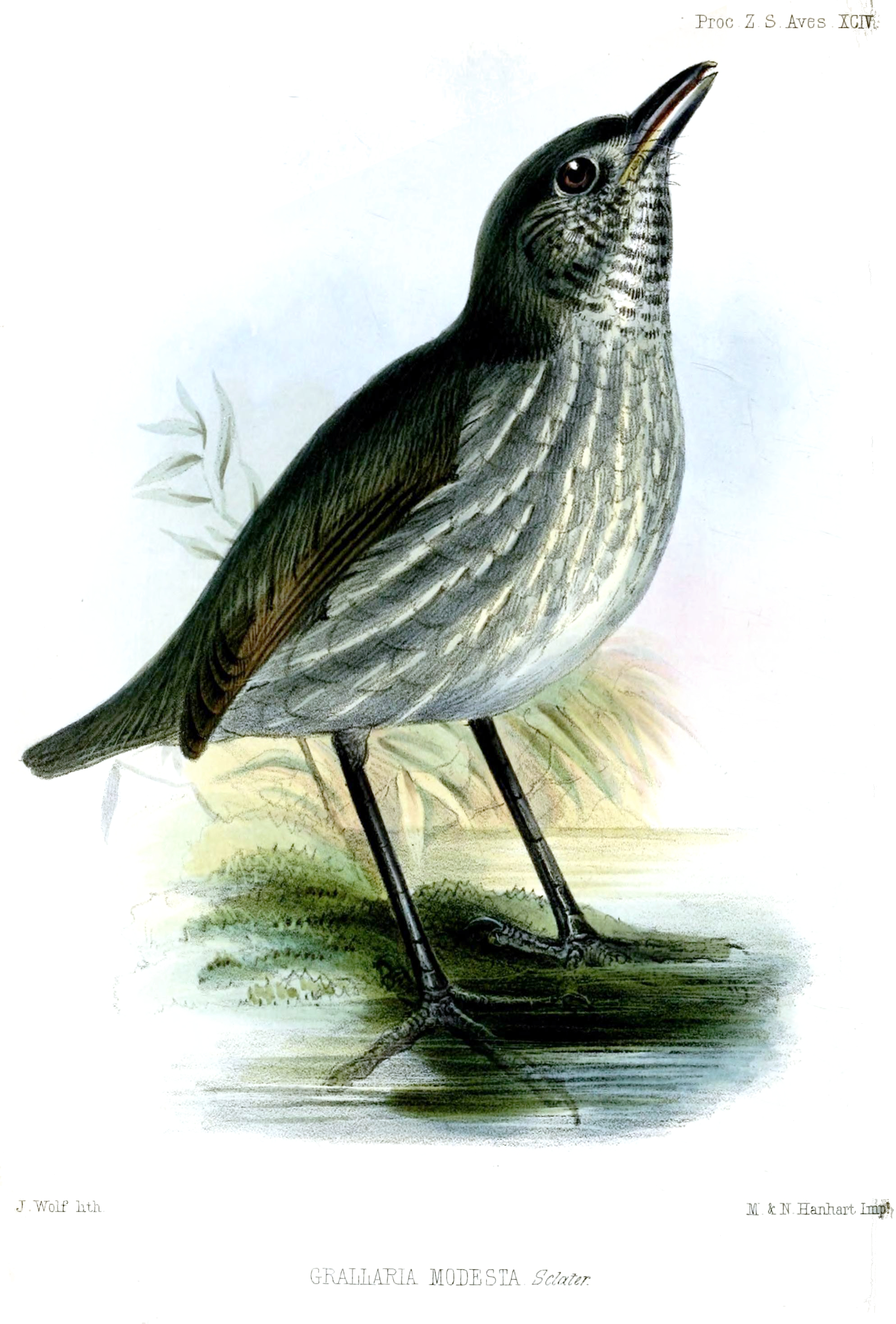
Myrmothera campanisona modesta

Selon le Congrès ornithologique international (version 10.1 2020) :
- M. c. modesta (Sclater, PL, 1855)	— sud-est de la Colombie ;
- M. c. dissors Zimmer, JT, 1934 — est de la Colombie, sud du Venezuela and nord-ouest du Brésil ;
- M. c. campanisona	(Hermann, 1783)	— sud-est du Venezuela, plateau des Guyanes et nord du Brésil ;
- M. c. signata Zimmer, JT, 1934 — est de l'Équateur et nord-est du Pérou ;
- M. c. minor (Taczanowski, 1882) — ouest de l'Amazonie.